# 北绛郡
北绛郡，中国南北朝时设置的郡。
北魏孝昌三年（527年）置北绛郡，治所在北绛县（今山西翼城县东南二十里北绛村），属唐州，建义元年（528年）属晋州。下辖北绛县、新安县。辖境相当今山西省翼城县等地，北齐废除新安县，北周时下辖北绛一县。隋文帝开皇开皇三年（583年）废北绛郡，辖境直属于晋州。